# Carlos Casares (Buenos Aires)
Carlos Casares és una ciutat situada al centre oest de la província de Buenos Aires, Argentina. És la capçalera del partit homònim.

## Vies d'accés
És possible arribar a Carlos Casares en automòbil o ómnibus partint des de la Ciutat de Buenos Aires per l'Accés Oest fins a arribar a Luján i des d'allí per la Ruta Nacional 5, passant per les ciutats de Mercedes, Suipacha, Chivilcoy, Alberti, Bragado i Nueve de Julio. En total són uns 312 km de recorregut. A més, el Ferrocarril Sarmiento té una estació Carlos Casares.

## Població
| Població | 15.143 | 21.169  | 19.209 | 19.324 | 20.104 | 20.126 | 21.125 | 22.237 |
| Variació | -      | +39,79% | -9,25% | +0,59% | +4,03% | +0,11% | +4,96% | +4,50% |

Font: Institut Nacional d'Estadístiques i Censos, INDEC

## Història

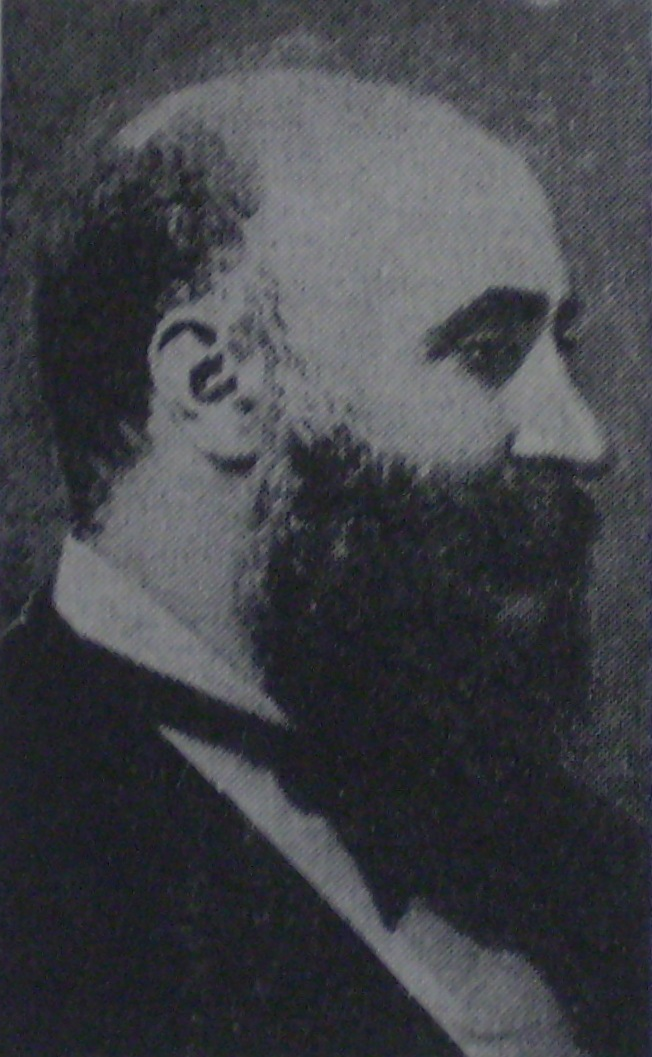
Carlos Casares.

El partit va ser creat en 1907, amb terres dels districtes de Nueve de Julio i de Pehuajó. El mateix ordenament va designar capçalera al poble fundat anys abans per Antonio Maya entorn l'estació Carlos Casessis del Ferrocarril Oest, inaugurada en 1889. El poble va conservar el nom del seu creador, per la qual cosa la denominació del partit no es va prendre d'aquell sinó de l'estació ferroviària, així designada en homenatge al destacat home públic i governador de la província entre 1875 i 1878.

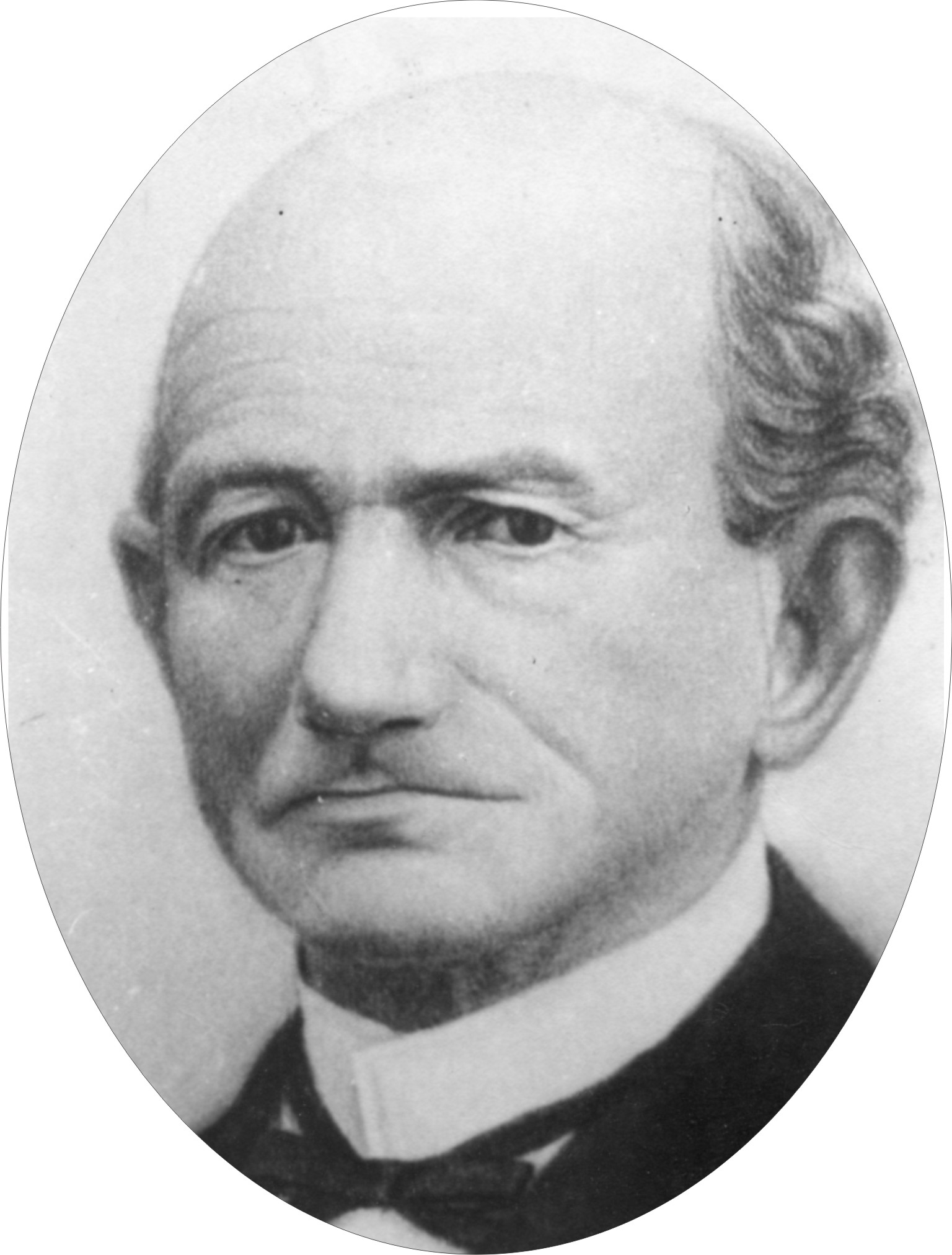
Antonio Maya.

Amb l'avanç de la línia de frontera es va anar desenvolupant una política immigratòria d'acord com establia la Constitució Nacional de l853.
El preàmbul de la mateixa diu “ i per a tots els homes del món que vulguin habitar el sòl argentí “, aclarit amb l'article 25 que es refereix fonamentalment a la immigració europea, encara que sense negar a la d'altres llocs.
El lema de Juan Bautista Alberdi, el principal ideòleg del text constitucional, “governar és poblar”,s i refereix a la doble funció que havia de complir l'immigrant, d'una banda ocupar llocs de treball d'una economia capitalista més dinàmica, i per un altre portar l'experiència de la qual se suposava una cultura de major desenvolupament tecnològic, que col·laborés a millorar, fins i tot, els hàbits i els costums de la població nativa, per adaptar-los a una nova societat amb ferrocarrils, telègrafs, tecnologia agrària, modernització dels sistemes comercials i financers, etc.
Sarmiento, per la seva banda, proposava el sorgiment d'un petit propietari rural, el colon, funcional al sistema capitalista, i alhora, un fre a l'expansió latifundista, que ja s'albirava i que, malgrat les intencions del “pare de l'aula”, no es va poder evitar.
La política argentina d'immigració va tenir dues etapes, la primera de promoció oficial, va tenir com a objectiu un procés de colonització per assentar a l'immigrant en el camp i es va donar essencialment als governs de Mitre, Sarmiento i Avellaneda.. La segona es va produir a partir de l880 i va tenir l'incentiu d'empreses privades en alguns casos, i en altres va ser quelcom espontàni.
En el cas de l'origen del nostre poble (primer Pueblo Maya, després Carlos Casares), podem dir que ambdues etapes van influir de manera directa, com va ser en primera instància l'arribada d'immigrants que gràcies a la política d'arrendament i venda de terres es van veure beneficiats amb àmplies facilitats, tal el cas de Francisco Verón i principalment el nostre fundador, Don Antonio Maya. En el cas de la segona etapa, l'exemple més eloqüent d'iniciativa empresarial privada va ser la Jewish (Companyia Jueva de Colonització) creada pel baró Mauricio Hirsch, en societat amb Loewenthal, per fomentar la instal·lació de colons jueus en el nord de l'actual partit de Carlos Casares.
La llei de Avellaneda de l876 va tractar de protegir a l'immigrant, però es van accentuar els casos de corrupció especulativa i a pesar que el cens de l869 (presidència de Sarment), llançava un total de l.900.000 habitants, dels quals un 12% eren estrangers, ja es percebia que la majoria dels que arribaven allèn els mars, hauria d'arreglar-se-les amb viure a les grans ciutats (Buenos Aires, Rosario), per l'enutjós que resultava l'accés a la terra, i els interessos espúris que l'oligarquia terratinent en expansió, tenia pel que fa a la tinença d'aquesta.
Sumat a això va haver-hi una creixent ona de prejudicis pel que fa a l'immigrant, arribant-se en molts casos a fets de violència en una veritable lluita de pobres contra pobres, en creure molts criolls, que aquells els llevaven fonts de treball, com va ocórrer en Tandil en 1872.

### Ubicació
La ciutat de Carlos Casares, cap de partit de Carlos Casares, se situa al nor oest de la Província de Buenos Aires, sobre la Ruta Nacional Nº 5 a l'altura del quilòmetre 312.
Limita amb les ciutats de Bolívar i Henderson al Sud, Lincoln al Nord, Pehuajó a l'Oest i Nou de juliol a l'est de la ciutat.

### Clima
Clima subhúmedo de plana.
La distribució de les pluges manifesta estacionalidad, sent més intenses les de primavera i estiu que les de tardor i encara menys intenses les d'hivern.
En els últims anys es va registrar un augment en les intensitats de les pluges, si bé en alguns anys va provocar danys i perjudicis econòmics i socials, aquesta situació va contribuir al creixement de les productivitats agrícoles, fonamentalment en el blat de moro on es van aconseguir rendiments comparables a les de les millors zones del país. El període lliure de gelades per a aquesta zona és de 212 dies sent suficient per als cultius agrícoles extensius i la temperatura mitjana anual és propera als 16 graus centígrads, d'allí que els sòls difícilment aconsegueixin tenors de matèria orgànica superiors al 3 o 4%.

## Govern
En 1983 la població de Carlos Casares tria a Héctor Miró (UCR) perquè compleixi la representació d'Intendent Municipal. En 1987, El Candidat del PJ, escribano Pascual Angel Rampi és elegit per complir tal funció i torna a ser reelegit en 1991, complint el seu mandat en 1995, quan lliura l'administració a un altre intendent del mateix partit, Rodolfo Caprioli.
El 10 de desembre de 1999 els casarenses trien a José Juan Andreoli (UCR) com a intendent, trencant amb 12 anys consecutius de Peronisme. En el 2002 va ser remplazado per Omar Angel Foglia, aquest l'any 2006 s'allunya de la Unió Cívica Radical per donar forma al partit veïnal, amb el qual triomfa en les eleccions del 2007 i governa la ciutat fins al 2009, any que resulta electe Senador Provincial pel GEN. Al capdavant de l'executiu municipal per un període de 2 anys queda el primer Regidor Luís Seraci, representant al Partit Veïnal (Agrupació Municipal Casarense). En tant les últimes eleccions de 2011 Seraci, ja dins de la línia del GEN (Front Ampli Progressista) perd amb el Front per a la Victòria i Walter Torchio és elegit intendent municipal, continuant amb el seu mandat fins a l'actualitat.

### Agricultura
Les activitats principals de la Ciutat són la ramaderia i l'agricultura.
| Campaña 05-06      | Girasol | Blat de moro | Soia    | Sorgo | Blat   |
| ------------------ | ------- | ------------ | ------- | ----- | ------ |
| Sup. sembrada (ha) | 4.216   | 18.867       | 57.338  | 900   | 11.614 |
| Sup. collida (ha)  | 4.116   | 14.762       | 56.838  | 860   | 10.754 |
| Rendiment (kg/ha)  | 2.313   | 7.580        | 2.864   | 5.275 | 2.981  |
| Producció (tn)     | 9.532   | 110.526      | 163.392 | 4.574 | 31.908 |

Empreses d'Apilament
| Empresa                                    | Capacitat d'Emmagatzematge |
| ------------------------------------------ | -------------------------- |
| Tomás Hnos i Cia SA                        | 226.200 Tn                 |
| Cereals Casessis SACA                      | 6.000                      |
| Grobocopatel Hnos SA                       | 61.540                     |
| Les Llacunes i Associats SA                | 7.800                      |
| Els Grobo Agropecuària SA                  | 7.690                      |
| Els Grobo Agropecuària SA                  | 1.320                      |
| Miguel A. Falciglia                        | 3.400                      |
| Tomás Hnos i Cia SA                        | 25.700                     |
| Andrés Lagomarsino i Fills (Ind. Farinera) | 11.000                     |

### Pesca
Carlos Casares, igual que el nord-oest de la província de Buenos Aires va ser afectat per les inundacions en els anys 80 i 90. Les crescudes del Rio Quinto de Còrdova van envair íntegrament inundant tota la seva conca (directa i indirectament), afectant les zones de Trenque Lauquen, Pehuajó i Nueve de Julio (entre diversos altres pobles intermedis) a través de l'avui tan famós entre pescadors Canal Mercante, que s'anomena de diverses maneres d'acord amb els municipis que travessa.
Per aquest motiu Carlos Casares va gaudir de la pesca esportiva per diversos anys. Se solien pescar pejerrey, bagres i carpes. S'estranya la pesca esportiva. Comerciants, hotelers, guies de pesca esportiva, serveis gastronòmics, cases d'articles del ram i venda de carnada són avui solament un record dels temps d'apogeu.
Actualment la ciutat torna a ser una clàssica productora agroganadera.

## Costums i Festes

### Automobilisme
Carlos Casares, és una localitat de la província de Buenos Aires situada dins d'una zona on es concentren ciutats en les quals l'esport automotor és un denominador comú. Amb les localitats de Chacabuco, Chivilcoy, Junín, Nueve de juliol, Olavarría i Pigüé, conforma un pol en el qual es concentra la major quantitat d'afeccionats a l'esport motor del país. Els habitants d'aquestes ciutats, solen tenir com a punts de concentració els autódromos Eusebio Marcilla (de Junín), el Germans Emiliozzi (de Olavarría) i el de la ciutat de Nou de juliol.
A propòsit d'això, cal esmentar la participació que tingué en la categoria argentina Turisme Carretera, el pilot Roberto José Mouras, nascut en la localitat de Moctezuma, però representant i resident de la localitat de Carlos Casares, qui cobrà rellevància dins de l'automobilisme argentí, per haver-se proclamat tres vegades campió de Turisme Carretera, havent mort després, en un accident ocorregut en la localitat de Llops, l'any 1992.
L'any 1994, el pilot Rodolfo "Rody" Paolucci, va sortir campió en la categoria nacional Super Car. Competint amb pilots com Rubén Luis di Palma, Patricio i Marcos di Palma, Ernesto "Tito" Bessone" i molts altres pilots reconeguts.
Actualment, la representació de Carlos Casares en l'automobilisme nacional, té la seva figura en el pilot de la categoria TC Pista, Daniel Grobocopatel, reconegut per la seva trajectòria dins d'aquesta categoria al comando d'un Dodge Cherokee, la mateixa marca amb la qual Mouras obtingués els seus tres títols de campió en l'especialitat.

### Festa Nacional del Girasol
La festa va començar com un tribut de les bondats del Girasol, el qual, sobre la base de la productivitat de la zona, ha permès denominar a Carlos Casares Bressol del Girasol Argentí, i, per tant, seu definitiva de la Festa Nacional del Girasol.
La festa té com a objectius: exaltar la transcendència que el cultiu del girasol té per a la vida econòmica del país, proposar a l'acostament dels productors als tècnics especialitzats, difondre les possibilitats que la tecnificació els obre, donar a les expressions de l'esperit un destacat lloc en les manifestacions col·lectives, rendir el just homenatge que l'esforçat productor mereix, i crear les fonts de gaubança per donar marc d'alegria i entusiasme a la celebració.
Habitualment a les Festes s'organitzen xous amb artistes de primer nivell, així com exposicions de maquinàries, fertilitzants, tendes de cuir, entre altres fires d'interès general.
Com a tancament de la Festa Nacional del Girasol es tria la Reina del Girasol, seleccionada per un jurat designat per a tal fi. Participen postulantes de diverses ciutats de la Província de Buenos Aires, i també Reines d'altres Festes Provincials i Nacionals.
Fins a l'any 2005 es realitzava en el mes de novembre, l'última va ser la 14a. edició. A partir de l'any 2007 es va començar a realitzar al gener per festejar conjuntament amb l'aniversari de la ciutat.

### Huella de Fortines
Huella de fortines forma part de les tradicions i costums típics de Carlos Casares.
En el Partit de Carlos Casares trobava una part de la tercera avançada de Fortins denominada "Frontera Oest de Buenos Aires", amb capçalera en el Fuerte Paz.
Huella de Fortines va néixer com una manera d'homenatjar a tots els homes que, en defensa dels seus drets i ideals, van lluitar o van morir en aquesta terra.
Tots els anys, es transiten 100 quilòmetres a cavall o en carruatges, en una travessia on es van visitant diferents llocs històrics i il·lustrant amb relats, diferents successos d'enfrontaments entre indis i milicos.
En l'actualitat, ja no són moltes les persones que realitzen aquesta travessia, encara que cal destacar que els "veritables huelleros" sempre estan present i mantenen viu aquest costum casarense.

## Esports

### Futbol
El Futbol que es desenvolupa a la Ciutat de Carlos Casares està sota la reglamentació de la Lliga Casarense de Futbol, dependent de l'Associació del Futbol Argentí.
És habitual que els clubs en Divisions Inferiors participin en el torneig de la ciutat veïna de Nueve de juliol i la 1a Divisió i la reserva disputi els campionats a la Ciutat de Pehuajó.
En l'actualitat no tots els clubs estan en activitat, els clubs més actius són Club Atlètic Casares (que manté i va mantenir sempre en activitat a totes les seves divisions i resulta el club social i esportiu més antic del partit, complint 100 anys en 2013), el Club Boca Carlos Casares, el Club Esportiu Casares, el Club Argentina 78, i els clubs Defensors de Cadret, Atlètic Moctezuma i Club Atlètic Smith, que per ser de localitats rurals allunyades de la planta urbana sovint veuen complicades les seves participacions per temes d'infraestructura de camins i inundacions, la qual cosa demanda o esforç extra per a les seves participacions. A partir d'aquest any el Club Agropecuari Argentí.

### Rugbi
Carlos Casares és representat en aquesta disciplina pel Club Sportivo Huracà. Aquesta institució de 100 anys d'antiguitat, va tenir forta presència social i esportiva durant tots aquests anys.
Abandonar el futbol en els anys 2000 i des de fa 20 anys incorpora al rugbi com a activitat, sent últimament l'activitat principal, juntament amb l'hoquei femení.
Huracà Carlos Casares, és membre fundador de UROBA (Unió de rugbi de l'oest de Buenos Aires), aconseguint el màxim títol en la categoria major l'any 1999, i diversos títols en categoria juvenils.

## Parròquies de les Església catòlica en Carlos Casessis
| Diòcesi   | Nou de juliol             |
| --------- | ------------------------- |
| Parròquia | Nuestra Señora del Carmen |